# Tauche
Tauche est une commune de l’arrondissement d'Oder-Spree, au Brandebourg, en Allemagne.

## Personnalités liées à la ville
- Hildebrand von Kracht (1573-1638), général né au château de Lindenberg (de)
- Ludwig Leichhardt (1813-1848), explorateur né à Sabrodt.